# Quinn Dehlinger
Quinn Dehlinger (* 8. Juni 2002 in Cincinnati, Ohio) ist ein US-amerikanischer Freestyle-Skier. Er ist auf die Disziplin Aerials (Springen) spezialisiert. Bei den Weltmeisterschaften 2023 gewann er die Goldmedaille im Mixed-Team und Silber im Einzel.

## Biografie
Quinn Dehlinger übersiedelte im Hinblick auf seine sportliche Laufbahn von Cincinnati nach Park City, Utah, und war zunächst in der Freeski-Disziplin Slopestyle aktiv.
Im Alter von 14 Jahren debütierte Dehlinger im Nor-Am Cup und erreichte als Neunter gleich ein gutes Ergebnis. Zwei Jahre später gelang ihm in Le Relais sein erster Sieg auf dieser Ebene, womit er außerdem die Aerials-Disziplinenwertung für sich entschied. Bei den Juniorenweltmeisterschaften in Chiesa in Valmalenco kam er hingegen nicht über Rang 15 hinaus. 2020/21 gewann er dank drei zweiter Plätze in Serie erneut die Nor-Am-Disziplinenwertung. Bei seinen zweiten Juniorenweltmeisterschaften in Valmalenco sicherte er sich im Einzel die Silbermedaille und holte mit der Mannschaft die Goldmedaille.
Am 19. Januar 2019 gab Dehlinger in Lake Placid sein Debüt im Freestyle-Skiing-Weltcup. Nachdem er in den Jahren danach nie besser als Achter gewesen war, entschied er überraschend im Januar 2023 in Le Relais sein erstes Weltcup-Springen für sich. Im Rahmen seiner ersten Weltmeisterschaften in Bakuriani gewann er zunächst gemeinsam mit Ashley Caldwell und Christopher Lillis Mannschaftsgold. Im Einzelfinale stand er einen Double full-full-full und holte mit 114,48 Punkten hinter Noé Roth die Silbermedaille.

## Erfolge

### Weltmeisterschaften
- Bakuriani 2023: 1. Aerials Mixed, 2. Aerials
- Engadin 2025: 1. Aerials Mixed

### Weltcupwertungen
| Saison  | Gesamt | Gesamt | Aerials | Aerials |
| Saison  | Platz  | Punkte | Platz   | Punkte  |
| ------- | ------ | ------ | ------- | ------- |
| 2018/19 | 265.   | 0,6    | 48.     | 3       |
| 2019/20 | 121.   | 10,29  | 23.     | 72      |
| 2020/21 | –      | –      | 23.     | 77      |
| 2021/22 | –      | –      | 27.     | 51      |
| 2022/23 | –      | –      | 5.      | 204     |
| 2023/24 | –      | –      | 19.     | 65      |
| 2024/25 | –      | –      | 6.      | 244     |

### Weltcupsiege
| Datum           | Ort         | Land   | Disziplin |
| --------------- | ----------- | ------ | --------- |
| 21. Januar 2023 | Le Relais   | Kanada | Aerials   |
| 7. Februar 2025 | Deer Valley | USA    | Aerials   |

### Juniorenweltmeisterschaften
- Chiesa in Valmalenco 2019: 15. Aerials
- Chiesa in Valmalenco 2022: 2. Aerials

### Nor-Am Cup
- Saison 2017/18: 10. Aerials-Wertung
- Saison 2018/19: 1. Aerials-Wertung
- Saison 2020/21: 1. Gesamtwertung, 1. Aerials-Wertung
- Saison 2021/22: 9. Aerials-Wertung
- 5 Podestplätze, davon 1 Sieg:

| Datum           | Ort       | Land   | Disziplin |
| --------------- | --------- | ------ | --------- |
| 2. Februar 2019 | Le Relais | Kanada | Aerials   |

### Weitere Erfolge
- 1 US-amerikanischer Vizemeistertitel (Aerials 2020)
- 2 Podestplätze im Europacup